# فیلم بهره‌کشی

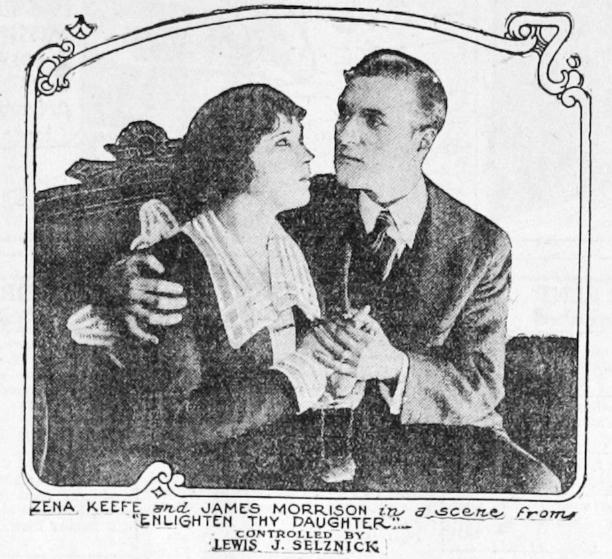
فیلم بهره‌کشی یا فیلم انتفاعی یا فیلم سودگرا به فیلمی اغلب کم‌هزینه گفته می‌شود که تلاش می‌کند موفقیت تجاری‌اش را با بهره‌جویی از یک گرایش رایج، ژانر خاص یا موضوع موحش و شوک‌آور تضمین کند.

فیلم بهره‌کشی یا فیلم انتفاعی یا فیلم سودجو (انگلیسی: Exploitation film) به فیلمی اغلب کم‌هزینه گفته می‌شود که تلاش می‌کند موفقیت تجاری‌اش را با بهره‌جویی از یک گرایش رایج، ژانر خاص یا موضوع موحش و شوک‌آور تضمین کند. تم رایج فیلم‌های سودجویانه معمولاً سکس، عشق و خشونت است، اما محدود به این‌ها نمی‌شود.
فیلم‌های سودگرا عموماً از درجهٔ کیفی پایینی برخوردارند و «بی‌مووی» محسوب می‌شوند، اما استثناهای کالتی مانند شب مردگان زنده نیز وجود دارند که بدل به نمونه‌هایی کلاسیک در تاریخ سینما شده‌اند.